# 基層警員
基層警員，又稱基層警察官、基層警官或基層員警，為中華民國警察基層警察官，官等列「警佐三階至警正四階」，相當於公務人員委任第3職等至薦任第6職等，對照軍職為上士至一等士官長軍階。廣義泛稱警察人員陞遷辦法全國警察機關陞遷序列表第十、十一序列職務。

一線三星（基層警員）職務階級識別章

狹義便是一線三星（十一序列）職務。

## 概要
經公務人員特種考試（一般）警察人員考試四等及格者，並經臺灣警察專科學校、中央警察大學畢業或訓練合格後，即以基層警佐官任用，並依志願員額、在校（受訓）成績等因素分發臺灣各地警察機關。擔任第一線、24小時輪值之基層警察人員工作（包括勤區查察、巡邏、臨檢、守望、值班、備勤等勤務），主要從事警勤區經營、犯罪偵防、交通執法、聚眾活動處理與執行人犯押送、戒護及為民服務等工作。

## 職務及佩階[1]
- 第十一序列職務（佩階一線三星）：警員、隊員；官等官階列「警佐三階至警正四階」。
- 第十序列職務（佩階一線四星）：巡佐、警務佐、小隊長、偵查佐，官等官階列「警佐二階至警正四階」。

## 服勤單位及工作內容
實務上，基層警員自警校畢業（結訓）後，大多分發至各縣市警察局擔任警員、隊員職務：
- 派出所：負責警勤區經營，擔服派出所共同勤務（巡邏、臨檢、守望、值班、備勤 勤區查察）、受（處）理轄區民眾報案及警察分局交辦工作。
- 交通分隊：負責交通指揮、交通事故處理、交通違規取締、違規停車拖吊、道路障礙整頓、特種警衛勤務等工作。
- 偵查隊：負責刑事案件偵訊與移送、通緝犯查緝、治安顧慮人口監管、刑事現場勘察與痕跡蒐證、刑事鑑識、不良幫派組合、組織犯罪檢肅及應受尿液採驗人採驗等工作。
- 警察局保安警察（大）隊：警察局直屬警力，維護駐地安全管制、執行特種警衛勤務，並擔服巡邏、臨檢、違規取締勤務，必要時支援地方分局。另特殊任務警力（霹靂小組）均編制於此（臺北市政府警察局除外）。
- 警察分局內勤：一般由資深警員支援，負責分局業務（文職）工作；另有外事警員、勤務指揮中心、資訊室、公共關係室、家庭暴力防治官、警技（助）教官等專業職務。

基層警員每年累積資績積分，當所屬機關之第十序列職務有缺額時，便會以資績積分排名晉升。另可參加警察機關內部舉辦的偵查佐候用甄試，成為偵查佐。
第十序列職務的服勤單位與第十一序列大致相同，部分單位會指派第十序列職務人員擔任單位主管（如派出所所長、副所長），並以協助內部管理、帶班、值日勤務為主要工作內容。

## 晉升途徑
基層警員的晉升途徑多數以考試為主，途徑如下：
[晉升巡官職務]
- 報考公務人員特種考試警察人員考試三等考試，考取後至中央警察大學受訓10個月、實務訓練2個月，經訓練及格後銓敘警正警察官，並派任巡官職務。
- 報考中央警察大學二年制技術系入學考試，考取後至中央警察大學修業2年，畢業取得學士學位，待晉升警正警察官後視職務缺額排序派任巡官職務。
- 報考中央警察大學研究所碩士班入學考試，考取後至中央警察大學修業2至4年，結業後取得碩士學位，待晉升警正警察官後視職務缺額排序派任巡官職務。
- 報考中央警察大學警佐班第一類、第三類考試，考取後至中央警察大學受訓4個月，結業後待晉升警正警察官後視職務缺額排序派任巡官職務。
- 報考中央警察大學警佐班第二類考試，考取後至中央警察大學受訓10個月，結業後視職務缺額排序派任巡官職務。

[晉升巡佐職務]
- 於各服務機關視職務升遷積分視缺額排序昇任巡佐、小隊長、警務佐（一線四星）等職務

## 俗稱
因階級章設計關係，民間會以「一線三」、「一毛三」、「扣三」來稱呼警員。

## 相等職級
- 內政部消防署 一線三星「警佐三階至一階」

中華民國內政部消防署：隊員、辦事員

- 海洋委員會海巡署艦隊分署「警佐三階至警正四階」

中華民國海洋委員會海巡署艦隊分署：隊員

中華民國海洋委員會海巡署艦隊分署：隊員

- 法務部矯正署 一線三星「委任第三職等至第五職等」

中華民國法務部矯正署：管理員

- 巡查、巡查長（日本警察）

## 有名之虛構人物
- 臺灣電視劇《波麗士大人》：劉漢強、林俊維

## 備註
1. ↑  不過由於警察人員有官職分立的制度，實際職權仍以職務而非官等為準。